# Olympische Sommerspiele 1992/Teilnehmer (Puerto Rico)
| Gelbes Symbol für Goldmedaillen mit stilisierten Olympischen Ringen | Graues Symbol für Silbermedaillen mit stilisierten Olympischen Ringen | Braundes Symbol für Bronzemedaillen mit stilisierten Olympischen Ringen |
| ------------------------------------------------------------------- | --------------------------------------------------------------------- | ----------------------------------------------------------------------- |
| —                                                                   | —                                                                     | 1                                                                       |

Puerto Rico nahm an den Olympischen Sommerspielen 1992 in Barcelona mit einer Delegation von 71 Athleten (65 Männer und sechs Frauen) an 57 Wettkämpfen in zwölf Sportarten teil. Fahnenträger bei der Eröffnungsfeier war der Judoka Luis Martínez.

## Medaillengewinner

### Bronze
| Name                    | Sportart | Wettkampf             |
| ----------------------- | -------- | --------------------- |
| Aníbal Santiago Acevedo | Boxen    | Männer, Weltergewicht |

## Teilnehmer nach Sportarten

### Baseball
Männer
- 5. Platz

- Kader
Jorge Aranzamendi
Albert Bracero
Silvio Censale
Jesús Feliciano
James Figueroa
Efrain García
Gualberto López
Orlando López
Roberto López
José Lorenzana
José Mateo
Angel Morales
Efraín Nieves
Luis Ramos
Nelson Rodríguez
Abimael Rosario
Rafael Santiago
José Sepúlveda
Manuel Serrano
Wilfredo Vélez

### Basketball
Männer
- 8. Platz

- Kader
James Carter
Eddie Casiano
Javier Antonio Colón
Edgar de León
Raymond Gause
Federico López (Basketballspieler, 1962)
Jerome Mincy
Mario Moráles
José Rafael Ortíz
Edwin Pellot
Juan Ramón Rivas
Richard Soto

### Boxen
Männer
- Nelson Dieppa
Halbfliegengewicht: 1. Runde

- Angel Chacón
Fliegengewicht: 1. Runde

- Harold Ramírez
Bantamgewicht: 1. Runde

- Carlos Gerena
Federgewicht: 2. Runde

- Aníbal Santiago Acevedo
Weltergewicht: Bronze

- Miguel Jiménez
Halbmittelgewicht: 1. Runde

- Richard Santiago
Mittelgewicht: 1. Runde

- Alexander González
Halbschwergewicht: 1. Runde

### Gewichtheben
Männer
- Arnold Franqui
Leichtschwergewicht: DNF

### Judo
| Männer - Luis Martínez Ultraleichtgewicht: 35. Platz | Frauen - Lisa Boscarino Halbleichtgewicht: 13. Platz - Maniliz Segarra Leichtgewicht: 18. Platz - Nilmari Santini Schwergewicht: 9. Platz |

### Leichtathletik
| Männer - Domingo Cordero 400 Meter Hürden: Vorläufe - Edgardo Díaz Stabhochsprung: 18. Platz in der Qualifikation - Michael Francis Weitsprung: 35. Platz in der Qualifikation - Jorge González Marathon: DNF - Edgardo Guilbe 200 Meter: Vorläufe - Elmer Williams Weitsprung: 23. Platz in der Qualifikation | Frauen - Myra Mayberry-Wilkinson 100 Meter: Viertelfinale 400 Meter: Viertelfinale |

### Ringen
Männer
- Anibál Nieves
Federgewicht, Freistil: 10. Platz

- José Betancourt
Mittelgewicht, Freistil: 2. Runde

- Daniel Sánchez
Halbschwergewicht, Freistil: 2. Runde

- Rod Figueroa
Superschwergewicht, Freistil: 10. Platz

### Schießen
| Männer - Ralph Rodríguez Kleinkaliber, liegend: 18. Platz | Offene Klasse - Jesús Tirado Trap: 50. Platz |

### Schwimmen
| Männer - Ricardo Busquets 50 Meter Freistil: 24. Platz 100 Meter Freistil: 9. Platz 4 × 100 Meter Freistil: 12. Platz 4 × 200 Meter Freistil: 15. Platz 100 Meter Rücken: 38. Platz 4 × 100 Meter: Lagen: 12. Platz - Manuel Guzmán (Schwimmer) 4 × 100 Meter Freistil: 12. Platz 4 × 200 Meter Freistil: 15. Platz 100 Meter Rücken: 17. Platz 200 Meter Rücken: 13. Platz 200 Meter Lagen: 17. Platz 4 × 100 Meter: Lagen: 12. Platz - Jorge Herrera 400 Meter Freistil: 30. Platz 1500 Meter Freistil: 24. Platz 4 × 100 Meter Freistil: 12. Platz 4 × 200 Meter Freistil: 15. Platz - David Monasterio 4 × 100 Meter Freistil: 12. Platz 4 × 200 Meter Freistil: 15. Platz 200 Meter Lagen: 30. Platz 400 Meter Lagen: 28. Platz 4 × 100 Meter: Lagen: 12. Platz - Todd Torres 50 Meter Freistil: 34. Platz 100 Meter Brust: 16. Platz 200 Meter Brust: disqualifiziert 4 × 100 Meter: Lagen: 12. Platz | Frauen - Rita Garay 200 Meter Freistil: 27. Platz 100 Meter Rücken: 34. Platz 200 Meter Rücken: 27. Platz |

### Segeln
| Männer - José Sambolin Finn-Dinghy: 24. Platz | Offene Klasse - Quique Figueroa & Oscar Mercado Tornado: 14. Platz | Frauen - Lucía Martínez Windsurfen: 19. Platz |

### Tennis
Männer
- Miguel Nido
Doppel: 1. Runde

- Juan Ríos
Einzel: 1. Runde
Doppel: 1. Runde

### Turnen
Männer
- Víctor Colon
Einzelmehrkampf: 93. Platz in der Qualifikation
Boden: 93. Platz in der Qualifikation
Pferd: 67. Platz in der Qualifikation
Barren: 92. Platz in der Qualifikation
Reck: 93. Platz in der Qualifikation
Ringe: 93. Platz in der Qualifikation
Seitpferd: 93. Platz in der Qualifikation